# Écluse d'Oakhill Down

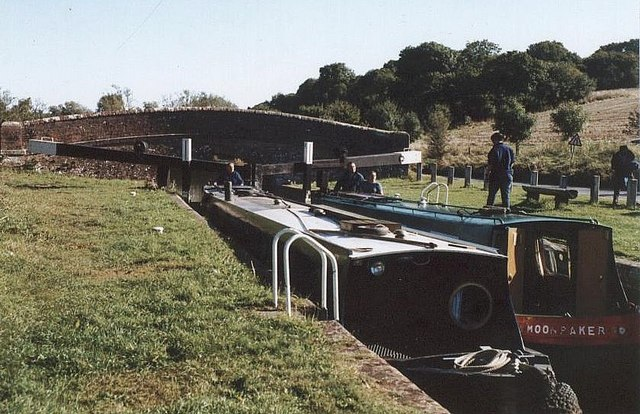
Bateaux quittant l'écluse

L’écluse d'Oakhill Down est une écluse sur le canal Kennet et Avon, à Froxfield, dans le Wiltshire, en Angleterre.
L'écluse d'Oakhill Down a été construite entre 1718 et 1723 sous la supervision de l'ingénieur John Hore de Newbury. Le canal est administré par la British Waterways. L’écluse permet de franchir un dénivelé de 1,80 m (5 pi 11 po).
Il s'agit d'un ouvrage classé grade II.